# Иваз Мехмед паша
Иваз Мехмед паша или Хаджи Иваз Мехмед паша (на турски: Hacı İvaz Mehmed Paşa) е османски военен и велик везир.

## Живот
Потомствен военен. Баща му Насрула е от Ягодина. Участва в Голямата турска война. Преди края на войната е в Джеда (днес Саудитска Арабия), като кетхюда. През 1730 г. след въстанието на Патрона Халил е в столицата Истанбул на различни административни длъжности.
През 1735 г. е назначен последователно за везир, никополски (и видински) управител /от 25 септември 1735 г. При избухването на Австро-турската война (1737 – 1739) воюва срещу австрийците със сравнително малка провинциална армия. Усилията му са особено ценни за османската кауза. След като основната османска армия пристига на австрийския фронт е един от командирите на армията. През 1738 г. обсажда и превзема Адакале.
На 22 март 1739 г. е назначен за велик везир. Превзема Смедеревската крепост. На 21 юли 1739 г. командва османската армия в битката при Гроцка, в която австрийците са решително победени и отваря пътя за възвръщане на Белград под османска власт. След битката обсажда и превзема Белград, а с последвалия Белградски мирен договор, и де юре Белград е отново османски. Предаването на града е договорено с посредничеството на френския посланик Луи Совьор дьо Вилньов. На практика османската армия под командването на Иваз Мехмед паша успява да възстанови статуквото от Карловицкия мир, което продължава до края на Австро-турските конфликти. Военните успехи на Евгений Савойски на Балкана за заличени, а след Австро-унгарското съглашение и политическите ползи за Австрия от победите на Савойски – остават исторически и прагматически нищожни.
Завръщането му в Константинопол е паметно – на победителя е устроено грандиозно посрещане. За първи път на османски военачалник е разрешено на кон да влезе в Топкапъ. През 1740 г. избухва пожар и антиеврейски бунт в Истанбул, в резултат от което султанът го сваля от велик везир на 23 юни 1740 г.
До смъртта си е бейлербей на еялет Хабеш (Хиджаз и Североизточна Африка) и еялет Босна, като е и санджакбей на Ханя (Крит), Солун, Егрибоз (Евбея) и на Инебахти, където умира в Лепанто, днес Навпакт в Гърция.
Синът му Иваззаде Халил паша е също велик везир (12 декември 1769 – 25 октомври 1770) в най-решителния етап от Руско-турската война (1768 – 1774). Халил паша е главнокомандващ в битката при Кагул.